# De tijd zal 't leren (schip, 1927)
De Tijd zal ’t Leren liep van stapel op de werf van Th.J. Fikkers in Foxhol onder de naam ‘Verandering’. Drie dagen later, 14 oktober 1927, laat schipper Thies van der Hoek uit Hoogezand het schip inschrijven als ‘De Tijd zal ’t Leeren’.
De algemene kenmerken van steilstevens zijn: rechte voorsteven, bolvormige aak-kont, roef vóór het roer en licht van bouw.
Bij de bouw van de steilstevens heeft men vooral gelet op afmetingen van de sluizen en de kanalen in het noordelijk deel van het land.
In de periode 1927–1933 vaart Van der Hoek van Harlingen naar het Groningerland met Engelse steenkool terug met (stro)karton.
Op 14 april 1961 gaat het schip over op naam van de zoon, Lelke van der Hoek, getrouwd met Grietje Kunst en wonende te Groningen. Naar goed gebruik heet het schip vanaf dat moment ‘Grietje’. Op 4 maart 1965 wordt het schip verkocht aan Georg Bakker, te Groningen waar zij tussen Groningen en Amsterdam t/m 1969 nog onder zeil vracht vervoerde.
Rond 1986 wordt het schip nog 2 maal verkocht, voor bewoning geschikt gemaakt en krijgt zij de naam ‘De Tijd zal ’t Leren’ weer terug. Pas in 2000 wordt er een motor in het achteronder geplaatst.
In het voorjaar van 2004 komt het schip in handen van Janine van Sluis en Rene Helms.
Op 2 Mei 2014 nemen Artur Jaschke en Elte Rauch de 'Tijd' over als nieuwe eigenaren en brengen haar terug naar de vertrouwde wateren van Amsterdam.